# Wade Barrett
Stuart „Stu“ Alexander Bennett (* 10. August 1980 in Penwortham, Lancashire, England), besser bekannt unter seinem Ringnamen Wade Barrett, ist ein britischer Wrestler und Schauspieler der zurzeit bei der WWE unter Vertrag steht und Teil des Broadcast-Teams von NXT und zudem Kommentator bei SmackDown! ist. Sein bisher größter Erfolg ist der fünffache Erhalt der Intercontinental Championship.

## Frühe Jahre
In Penwortham geboren, wuchs Bennett in Preston auf und idolisierte in seiner Kindheit den britischen Wrestler Davey Boy Smith. Er erlangte seinen Abschluss in Meeresbiologie an der Universität von Liverpool. Bennett arbeitete in einem wissenschaftlichen Labor und als Personalberater während seines Training zum Wrestler.

## Wrestling-Karriere

### Anfänge
Seine eigenen Anfänge im Wrestling machte Bennett 2003 in Europa, als er neben dem Studium in einer Wrestlingschule trainierte und sich auf unabhängiger Ebene versuchte. Dabei arbeitete er später für mehrere Ligen (z. B. Celtic Wrestling, British Wrestling Alliance, All Star Wrestling oder Irish Whip Wrestling). Bei All Star Wrestling traf er auch mehrfach auf den heutigen WWE Superstar Sheamus.

### World Wrestling Entertainment (2006–2016)

#### Developmental-Territories (2006–2010)
Im Jahr 2007 unterschrieb Bennett einen Entwicklungsvertrag bei der WWE und wurde zuerst bei Ohio Valley Wrestling (kurz OVW) eingesetzt, wo er im Oktober 2007 als Stu Sanders debütierte. Bei OVW gewann Bennett mit Paul Burchill die OVW Southern Tag Team Championship. Nachdem die WWE 2008 die Zusammenarbeit mit OVW beendet hatte, wechselte Bennett zur WWE Aufbauliga Florida Championship Wrestling.
Am 15. April 2008 bestritt Bennett sein erstes Match bei FCW. Bei FCW bildete er mit Drew McIntyre ein Tag Team (The Empire). Zusammen mit McIntyre gewann Bennett zweimal die FCW Florida Tag Team Championship.
Nachdem das Tag Team sich aufgelöst hatte, trat Bennett als Lawrence Knight auf.
Am 16. Dezember 2008 bestritt er ein Dark-Match bei SmackDown gegen Kung Fu Naki.

#### The Nexus und The Corre (2010–2011)

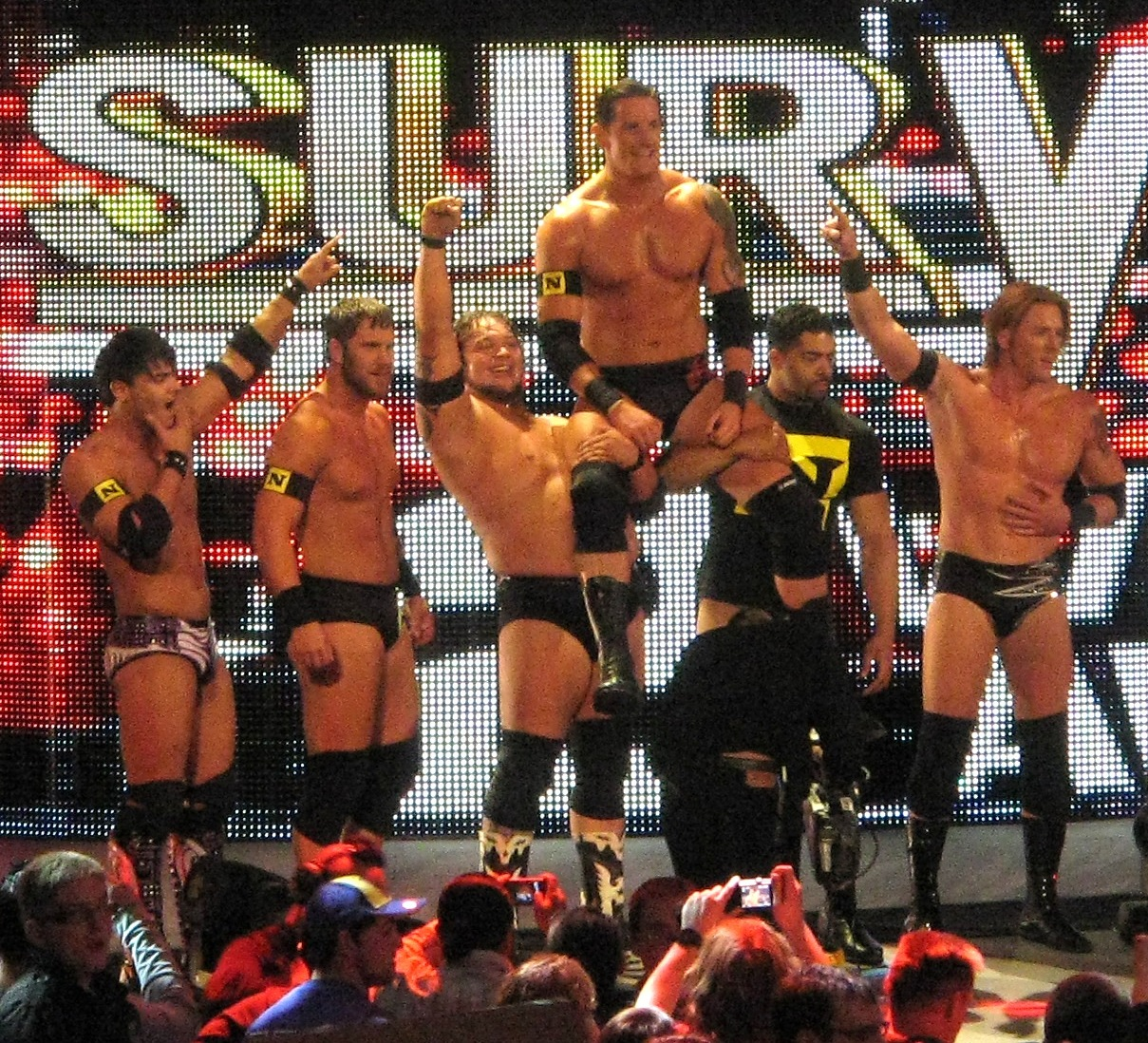
Wade Barrett als Anführer von The Nexus bei Raw (2010)

Nachdem ECW aufgelöst worden war, startete die erste Staffel von WWE NXT, welche Bennett unter dem Ringnamen Wade Barrett mit seinem Pro Chris Jericho gewinnen durfte. Anschließend bildete er bei RAW mit den anderen NXT-Teilnehmern der ersten Staffel das Stable The Nexus, bei dem er als Anführer fungierte. Mit diesem Stable fehdete er vor allem gegen John Cena. Bei der RAW-Ausgabe vom 3. Januar 2011 wurde Bennett von CM Punk aus dem Stable geworfen und wechselte daraufhin zu SmackDown.
Bennett debütierte bei den SmackDown-Tapings vom 4. Januar 2011 (ausgestrahlt am 7. Januar 2011) beim blauen Brand, wo er eine Fehde mit Big Show begann. Eine Woche später wurden auch Justin Gabriel und Heath Slater ebenfalls nach SmackDown getradet, die zusammen mit Ezekiel Jackson und Bennett, der mit ihnen als "The Corre" auftrat, in die Fehde eingriffen. Bei den SmackDown-Tapings vom 22. März 2011 gewann er die WWE Intercontinental Championship von Kofi Kingston. Diesen verlor er bei WWE Capitol Punishment am 19. Juni 2011 an seinen ehemaligen Partner Ezekiel Jackson. Bereits zwei Wochen zuvor hatte sich The Corre aufgelöst.

#### Barrett Barrage und Intercontinental Champion (2011–2013)
Danach führte er eine Fehde gegen Randy Orton. Bei RAW am 20. Februar 2012 zog er sich eine Ellbogenverletzung zu und fiel rund ein halbes Jahr aus. Seine Rückkehr feierte Bennett bei SmackDown am 4. September 2012. Am 29. Dezember 2012 durfte er bei der Aufzeichnung der Silvester RAW-Ausgabe zum zweiten Mal die WWE Intercontinental Championship von Kofi Kingston gewinnen. Den Titel verlor er am 7. April 2013 während der Pre-Show zu Wrestlemania XXIX an The Miz, konnte ihn aber am Folgetag bei RAW wieder zurückgewinnen. Er verlor ihn am 16. Juni 2013 beim PPV Payback in Chicago in einem Triple Threat-Match an Curtis Axel.

#### Bad News Barrett und King of the Ring (2013–2016)
Wade Barrett konnte unter seinem neuen Gimmick Bad News Barrett, unter dem er am 2. Dezember 2013 debütierte, seine vierte WWE Intercontinental Championship bei der Großveranstaltung Extreme Rules am 4. Mai 2014 gegen Big E erringen.
Diesen Titel musste er nach dem Money in the Bank PPV abgeben, da er von Jack Swagger attackiert wurde und deshalb mehrere Monate verletzt ausfallen musste. Am 29. Dezember 2014 kam Barrett aus der Verletzungspause zurück, nur eine Woche später, am 5. Januar 2015 feierte er den erneuten Titelgewinn des Intercontinental Championship’s gegen Dolph Ziggler in einem "Best of 3 Falls" Match. Er verlor den Titel bei Wrestlemania 31 an Daniel Bryan. Am 28. April 2015 gewann er das King-of-the-Ring-Turnier, indem er im Finale Neville besiegte. Seitdem trat er unter seinen neuen Ringnamen King Barrett auf. Vom 30. November 2015 bis 4. April 2016 bildete er gemeinsam mit Alberto Del Rio, Rusev und Sheamus das Stable The League of Nations. Seinen letzten Auftritt für die WWE hatte er bei der Raw-Ausgabe vom 4. April 2016, als er nach einer Niederlage im Tag Team Title-Match gegen The New Day von seinen Stable-Kollegen angegriffen und aus dem Stable geworfen wurde. Am 6. Mai gab er bekannt, dass sein im Juni auslaufender Vertrag nicht verlängert wird und man sich einige Wochen vor Vertragsablauf auf eine Vertragsauflösung geeinigt hat.

### Verschiedene Ligen (2017–2020)
Nach fast einem Jahr Inaktivität kehrte Barrett zum Wrestling zurück. Er trat als Kommentator für zwei WCPW-Events auf. Am 30. September wurde Barrett als General Manager von Defiant Wrestling, dem umbenannten WCPW, ernannt. Bei der Veranstaltung No Regrets im April 2018 gab Bennett die Rolle des General Managers an Jay Melrose ab.
Am 4. Juli 2018 wurde bekannt gegeben, dass Bennett als Executive und Kommentator zu World of Sport Wrestling stoßen wird.
Bei der Lucha Underground Ausgabe vom 7. November 2018 wurde Bennett als "The Lord" (auch bekannt als der Limo Boss) enthüllt. Bennett erschien hinter der Limousine und verkündete, es sei Zeit die Welt zu übernehmen.
Am 3. Dezember 2019 wurde bekannt gegeben, dass Bennett dem Broadcast-Team der National Wrestling Alliance beitritt und als Color-Commentator beim Into the Fire PPV-Event debütieren wird.

### Rückkehr zur WWE (seit 2020)
Am 16. September 2020 gab WWE die Rückkehr von Barrett als Kommentator von NXT bekannt. Bereits Wochen zuvor fungierte er als Kommentator für die Show.

## Privatleben
Bennett lebt in Los Angeles. Im November 2014 erhielt er eine US-amerikanische Green Card, die ihn für die nächsten 10 Jahre zu einem bedingungslosen ständigen Aufenthalt in den Vereinigten Staaten berechtigte.
Bennett war früher in einer Beziehung mit der Wrestlerin Alicia Fox. Nachdem sie sich getrennt hatten blieben sie befreundet.

## Filmografie
- 2013: Dead Man Down
- 2016: Eliminators
- 2018: I Am Vengeance
- 2020: I Am Vengeance: Retaliation

## Titel und Auszeichnungen
- Dropkixx

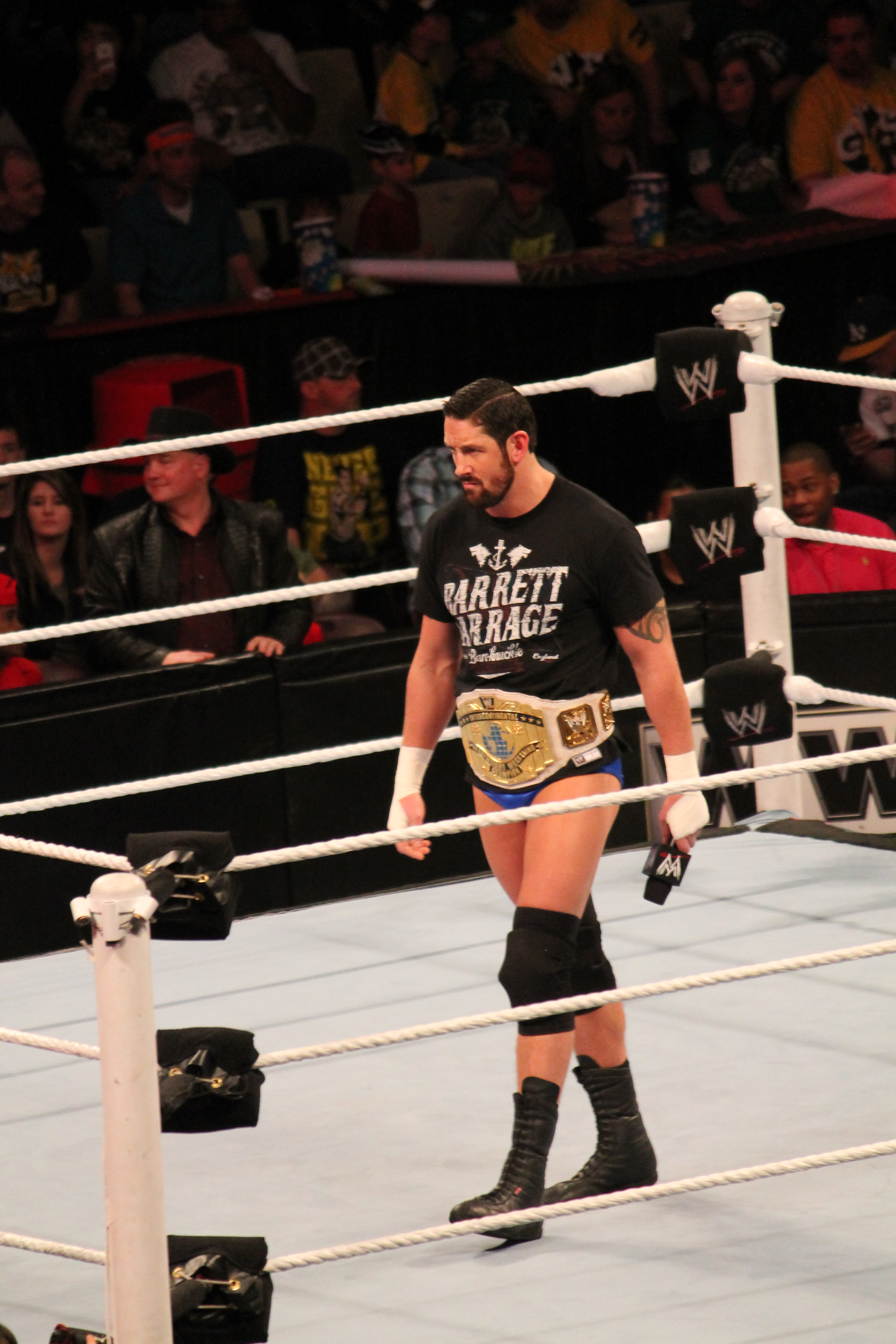
Intercontinental Champion Wade Barrett bei Raw (2013)

  - Dropkixx IWC European Heavyweight Championship (1×)
  - Best Physical Appearance Award (2005)

- Florida Championship Wrestling
  - FCW Florida Tag Team Championship (2×) – mit Drew McIntyre

- Ohio Valley Wrestling
  - OVW Southern Tag Team Championship (1×) – mit Paul Burchill

- Pro Wrestling Illustrated
  - Feud of the Year (2010) – The Nexus vs. WWE
  - Most Hated Wrestler of the Year (2010) – Als Mitglied von The Nexus

- World Wrestling Entertainment
  - WWE Intercontinental Championship (5×)
  - King of the Ring (2015)
  - NXT (2010) – Staffel 1
  - Slammy Award (1×)
    - Shocker of the Year (2010) – Das Debut von The Nexus